# エルコ (ネバダ州)
エルコ（Elko）は、アメリカ合衆国ネバダ州の都市。エルコ郡の郡庁所在地である。人口は2万0564人（2020年）。

## 歴史
1868年、最初の大陸横断鉄道の建設に合わせて集落が形成された。それ以前にもカリフォルニア・トレイルが通っていたが厳しい気候のため定住者はいなかった。1917年に法人化し「エルコ市」が誕生した。

## 気候
標高1,558メートルの高地にあり１日の気温差が大きい。冬の寒さは厳しく日中の気温は0度以下、夜間は -15度以下になる。夏の日中は30度以上になるが、夜間は10度くらいまで下がる。年間雨量は250ミリメートルほどで乾燥している。

## 経済
エルコ周辺には幾つかの金鉱があり、金の採掘は町の主要産業となっている。街中には小規模なカジノと風俗街がある。エルコは、リノとソルトレイクシティの間で最大の都市であり広域から買い物客を集めている。

## 交通
エルコ駅にはアムトラックのカリフォルニア・ゼファーが停車する。幹線道路は州間高速道路80号線である。

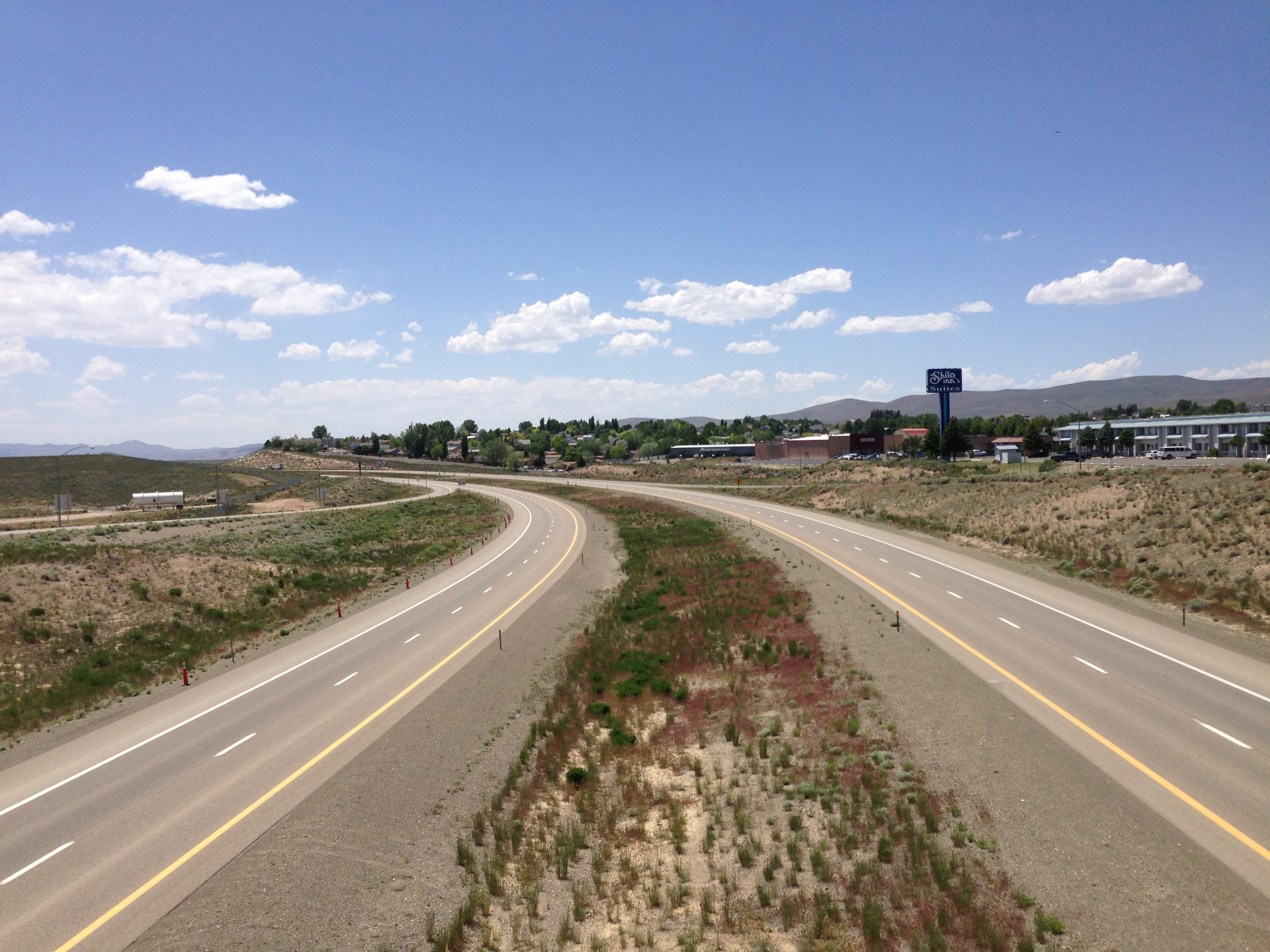
州間高速道路80号線